# Livio Masciarelli
Livio Masciarelli (Roccamontepiano, 15 febbraio 1913 – Pescara, 14 luglio 1984) è stato uno scultore italiano del Novecento.

## Biografia
Livio Masciarelli nacque a Roccamontepiano, in Abruzzo, da Elpenice Nola e da Giuseppe Masciarelli (originario di San Martino sulla Marrucina), fabbro, dal quale apprese la paziente arte del ferro battuto.
Livio Masciarelli fin dalla tenera età dava sfogo al suo estro artistico con la creazione di oggetti informi, ma fu grazie al nonno paterno, Pantalone Masciarelli, il quale gli trasmise l'amore del bello,  che egli riuscì a fondere la sua passione creativa, trasformando dal ferro rovente immagini ben delineate.
In una edizione del Corriere della Sera del 1904, in terza pagina, Edmondo De Amicis elogiava Pantalone Masciarelli per essersi distinto in una gara di fuochi pirotecnici svoltasi a Torino, a dimostrazione del grande estro artistico del nonno di Livio Masciarelli.
Livio Masciarelli sentì una grande passione per i volatili e plasmò a colpi di martello uccelli maestosi, aquile reali, trampolieri talora in atteggiamenti superbi e talaltre in atteggiamenti aggressivi.
Livio Masciarelli ha insegnato dagli anni ‘50 agli anni ‘70 presso gli istituti d'arte di Lanciano, Penne, Venezia e Chieti, con la qualifica di maestro d'arte e titolare di cattedra per la forgiatura e tiratura a martello e oreficeria.
Nel corso degli anni Cinquanta è invitato a esporre le sue opere in rassegne personali e collettive in Italia ma anche all'estero (Palma di Maiorca, Barcellona, Caracas, New York, Washington). Lo scultore, unitamente alle sue opere, è apparso in diverse copertine di riviste e giornali (rivista d'arte e cultura Nuvole, rivista d'arte La Revue Moderne, ma anche citazioni postume come quelle fatte sulla rivista d'arte Italia and Italy) ed ha ricevuto premi in denaro e medaglie.
Nonostante i suoi molteplici impegni è riuscito a gestire una sua bottega, che è stata trampolino di lancio per artisti e scultori di fama nazionale ed internazionale, tra i quali spiccano: Carlo Rambaldi, Mario Garbuglia, Pasquale Martini e Giovanni D’Addazio.
Tra le molte opere pubbliche commissionate a Livio Masciarelli spicca il "Giovane Operaio", un'inferriata in ferro battuto sita all'ingresso di quella è stata la bottega del Beato Nunzio Sulprizio a Pescosansonesco.

Negli anni tra il 1960 e il 1964 sono stati dedicati a Livio Masciarelli due documentari da parte del regista e foto reporter Costas Papadopoulos. Questi due filmati sono stati commissionati dalla Rai e sono andati in onda più volte i due diverse trasmissioni quali il Giramondo e Non è mai troppo tardi. Ad oggi, i due documentari sono conservati presso gli archivi della Rai.
Alcune opere di Livio Masciarelli dalla risoluzione filiforme, rimandano istintivamente alla scultura giacomettiana, ad esempio Diogene n.1. Nel corso degli anni Sessanta, inizia per l'artista una fase fortemente ispirata al neocubismo picassiano, in cui Masciarelli realizza sculture, raffiguranti figure femminili, interamente ottenute in ferro forgiato. Alcune di queste opere sono la Bagnante, del 1968, la Giocatrice di pallacanestro, del 1969, e probabilmente l'opera più importante dello scultore: La Venere.
Livio Masciarelli ha partecipato in diverse edizioni della Mostra Dell'Artigianato a Firenze tenutesi a Palazzo Pitti vincendo molti primi premi, medaglie d'oro e riconoscimenti prestigiosi (La Venere che è stata esposta al Palazzo Pitti negli anni '70 per ben due volte gli ha fatto vincere un 1º premio).
Diverse mostre ed esposizioni postume sono state dedicate all'artista, tra cui quella organizzata nel 2006 a Guardiagrele per la 34ª Mostra dell'Artigianato Artistico Abruzzese, o quella più recente organizzata nel 2007 con il nome Harmónia és áttetszőség (in italiano ‘'Armonie e trasparenze'’) presso il celeberrimo Caffè del New York Palace Boscolo Luxury Hotel di Budapest, unitamente alle opere e sculture del figlio Clodoveo Masciarelli, anch'esso scultore.
Nel mese di novembre 2013 in occasione del XXI Concorso Internazionale di pittura e scultura “Premio G. D'Annunzio” è stata dedicata una mostra retrospettiva all'artista presso il MU.MI Museo Michetti di Francavilla al Mare, in cui sono state esposte le sue opere più importanti quali: La Venere, Diogene n. 2, Omaggio a Picasso n. 2, La Madonna dello specchio, Toros y Toreros e La Mosca.

## Curiosità
Il pittore Remo Brindisi è stato molto amico di Livio Masciarelli, molte estati era ospite delle sue abitazioni a Pescara e Francavilla al Mare. Il pittore ha commissionato a Livio Masciarelli, per la sua casa natale a Penne, un portone con bassorilievi forgiato in ferro battuto e tirato a martello e un cancello in ferro battuto, quest'ultimo realizzato dallo scultore unitamente ad uno dei suoi allievi di maggior spicco, lo scultore Martini Pasquale.
Oltre a forgiare opere di grandi dimensioni, come la Bagnante, del 1968 (misure: cm 75 x 119 x 190), la Giocatrice di pallacanestro, del 1969 (misure: cm. 300 x 70 x 80), l'artista ha realizzato anche una mosca a grandezza naturale e ben particolareggiata delle dimensioni di mm. 10 x 7, altezza mm. 2. Per questa microscultura l'artista si è ispirato al leggendario scherzo fatto da Giotto a Cimabue dipingendo su una tavola una mosca molto realistica.
Una prima versione stilizzata de La Venere appare nel film Beato tra le donne, con Louis de Funès, del 1970. L'opera è andata perduta.

## Opere

### Sculture
- S. Francesco (1967)
- Bagnante (1968)
- Cavallo (1968)
- Giocatrice di pallacanestro (1969)
- Diogene n.1
- Recluta
- Diogene n. 2 (1973)
- Omaggio a Picasso n.1 (1976)
- Alba nello stagno (1980)
- La Venere
- Omaggio a Picasso n.2
- Madonna dello specchio (anche conosciuto col titolo Madonna di Lourdes)
- Via Crucis
- Ciborio
- Fonte Battesimale
- Giovane Operaio

### Micro sculture
- La Mosca

### Sbalzi
- Toros y toreros